# Huta Dipar
Huta Dipar is een bestuurslaag in het regentschap Simalungun van de provincie Noord-Sumatra, Indonesië. Huta Dipar telt 1374 inwoners (volkstelling 2010).